# حمام مسجد قلندرآباد
حمام مسجد قلندرآباد مربوط به دوره قاجار است و در شهرستان فریمان، قلندرآباد، خیابان امام خمینی واقع شده و این اثر در تاریخ ۲۴ اسفند ۱۳۸۳ با شمارهٔ ثبت ۱۱۵۱۴ به‌عنوان یکی از آثار ملی ایران به ثبت رسیده است.